# La cambiale di matrimonio
La cambiale di matrimonio (dt. Der Heiratswechsel) ist eine „farsa comica“ in einem Akt von Gioachino Rossini (Musik). Das Libretto von Gaetano Rossi basiert auf einer Komödie von Camillo Federici aus dem Jahr 1790. Es ist Rossinis erste aufgeführte Oper. Die Uraufführung erfolgte am 3. November 1810 im Teatro San Moisè in Venedig.

## Handlung
Szene 1. In einem Saal im Haus des Kaufmanns Tobia Mill deutet dessen Sekretär Norton dem Dienstmädchen Clarina an, dass die Hochzeit von Mills Tochter Fannì bevorstehe (Introduktion: „Non c’è il vecchio sussurrone“).
Szene 2. Mill kommt in Nachtkleidung mit einer Weltkarte und einem Kompass ins Zimmer (Cavatina buffa: „Chi mai trova il dritto, il fondo“). Anhand von Angaben in einem Buch versucht er vergeblich herauszufinden, wie weit Europa und Amerika voneinander entfernt sind (Terzett: „Ma riflettete… considerate“). Norton bringt einen Brief und unterbricht dadurch seine Konzentration. Da der Brief aber von einem Matrosen eines Kolonieschiffes überbracht wurde, schaut er ihn sich näher an und erkennt erfreut die Handschrift seines amerikanischen Geschäftspartners. Dieser ist mit demselben Schiff eingetroffen, um die Handelsware persönlich zu begutachten. Clarina wird beauftragt, ein Zimmer vorzubereiten, seine Tochter soll ihr schönstes Kleid anziehen, und auch die anderen Diener erhalten ihre Befehle. Dies ist bereits der zweite Brief, den Mill erhalten hat. Schon der erste hat ihn sehr beeindruckt. Sein Geschäftsfreund Slook aus Kanada beabsichtigt, in den Kolonien ein Eheunternehmen zu gründen. Er bittet daher um die Übersendung einer Ehefrau mit bestimmten Eigenschaften. Eine Mitgift sei nicht nötig, aber „sie soll aus guten Hause sein, nicht älter als 30 Jahre, von sanftem Charakter und einwandfreiem Ruf, mit einem gleichmäßigen Teint. Außerdem von gesundem und robustem Temperament, damit sie allen Unbillen der Überfahrt und des Klimas widerstehen kann.“ Sobald diese Ware in gutem Zustand eingetroffen sei, werde er sie binnen zweier Tage heiraten. Mill legt den Brief in ein Buch auf dem Tisch. Er hat sich bereits entschieden, Slook seine eigene Tochter Fannì anzubieten und lässt sich auch durch Einwände Nortons nicht mehr umstimmen. Dieser bedauert das Mädchen und hofft, dass der Amerikaner seine Reise vergeblich gemacht habe.
Szene 3. Fannì und ihr Verehrer Edoardo Milfort schwören sich ihre Liebe und hoffen, bald heiraten zu können (Duett: „Tornami a dir che m’ami“). Edoardo rechnet dabei mit der Unterstützung seines Onkels, der in ein paar Tagen eintreffen werde. Fannì ist jedoch besorgt wegen einiger Andeutungen ihres Vaters über seinen Gast.
Szene 4. Norton kommt auf der Suche nach Mill herein und verrät Fannì und Edoardo den Plan ihres Vaters. Er zeigt ihnen den Brief Slooks im Glauben, sie würden darüber lachen. Die beiden sind jedoch entsetzt, dass Fannì wie eine Handelsware verschachert werden soll.
Szene 5. Von draußen hört man, wie Mill seine Bedienten zur Eile anspornt. Kurz darauf betritt er das Zimmer. Da sich Edoardo nicht rechtzeitig verstecken kann, gibt Norton ihn schlagfertig als den neuen Buchhalter aus. Mill findet ihn zwar zu jung und zu modern, aber da Norton ihm einen guten Charakter bescheinigt, stellt Mill ihn tatsächlich ein. Dann nimmt er einige Briefe aus seinem Buch, gibt sie Fannì und kündigt einen Besucher an, dem Fannì diese Briefe geben solle. Damit werde sie ihr Glück machen. Die Kutsche ist inzwischen eingetroffen, und Mill entfernt sich mit seinen Dienern, um den Gast zu begrüßen. Edoardo ist erschüttert, aber Fannì hat bereits einen Plan und bittet ihn, ihr zu vertrauen.
Szene 6. Slook tritt in ernsthafter, aber gleichzeitig kapriziös-komischer Kleidung ein (Cavatine: „Grazie… grazie… Caro amico!“). Die Diener bemühen sich in übertriebener Weise um ihn. Mill versucht gar, ihm die Perücke und den Stock zu richten und die Hände zu küssen. Slook ist überwältigt und verwirrt über die europäischen Gebräuche. Er verbeugt sich steif. Während Fannì, Clarina, Edoardo und Norton das Lachen kaum unterdrücken können, ist Mill beeindruckt von Slooks guten Manieren. Slook rekapituliert: Zunächst müsse man also den Hausherrn grüßen, küssen und umarmen – anschließend dann dasselbe mit den Damen… Da diese jedoch zurückweichen, erkennt er, dass dies wohl falsch war. In Kanada seien die Sitten viel offener und freundlicher; er wolle aber gern die hiesigen Umgangsformen lernen. Dann erblickt er Fannì und ist sofort begeistert von ihrer Schönheit. Mill sagt ihm, dass sie ein Empfehlungsschreiben für ihn habe. Sobald Slook die Auslage begutachtet habe, werden sie sich einigen können. Norton solle dem neuen Buchhalter inzwischen seine Arbeit zeigen.
Szene 7. Fannì und Slook sind allein zurückgeblieben. Nach einigem Zögern überreicht sie ihm die Briefe ihres Vaters mit gesenktem Blick. Slook bittet sie, näher zu treten und fragt sie, ob sie den Inhalt der Briefe kenne. Da sie dies verneint, liest er vor. Mill schreibt, er habe eine Gattin gefunden, die exakt den Anforderungen entspreche. Es sei seine einzige Tochter, Fannì, die ihm diesen Brief übergebe. Slook möge daher innerhalb zweier Tage seine Verpflichtungen erfüllen. Auf Slooks Frage nach ihrer Meinung fordert Fannì ihn auf, den Vertrag platzen zu lassen. Sie sei keine geeignete Ware für ihn und könne ihm keine Ehre machen (Duett: „Darei per sì bel fondo“). Slook verlangt weitere Erklärungen. Verachtet sie die Ehe? Hält sie ihn für einen Dämon? Da nichts davon der Fall ist, bittet er sie direkt, ihn zu heiraten. Fannìs Bitten haben nichts genützt. Sie erklärt, schon zu wissen, was sie tun müsse.
Szene 8. Edoardo stürmt zornig ins Zimmer, gefolgt von Fannì. Er erklärt Slook, dass dieses hübsche Gesicht nicht für ihn bestimmt sei und fordert ihn auf, nach Kanada zurückzukehren (Terzett: „Quell’amabile visino“). Slook jedoch fühlt sich im Recht, da die Ware ihm gehöre und der Wechsel eindeutig sei. Es kommt zum Streit. Fannì erklärt, ihn auf keinen Fall heiraten zu wollen. Wenn er sie berühre, werde sie ihm die Augen auskratzen. Edoardo droht zusätzlich, ihm die Pulsadern aufzuschneiden, falls er den Vertrag nicht platzen lasse. Eingeschüchtert gibt Slook nach. Alle gehen.
Szene 9. Norton und Clarina unterhalten sich über die Lage. Norton glaubt nicht, dass es zur Hochzeit kommt. Die Vorbereitungen des Dummkopfs Mill werden umsonst sein, und der einfältige Slook werde wieder nach Kanada reisen. Allerdings habe er nicht ganz Unrecht damit, dass man in Europa die Frauen für Handelsware halte. Clarina drückt ihr Mitgefühl für das Liebespaar aus. Sie selbst war schon oft in ähnlicher Lage und weiß, was die Liebe bedeutet (Arie: „Anch’io son giovane“). Sie macht sich auf den Weg zu Fannì, um sie zu trösten.
Szene 10. Auf der Suche nach Mill kommt Slook ins Zimmer. Norton warnt ihn, dass das zu erwerbende Kapital vielleicht mit einer Hypothek belastet sei. Norton geht.
Szene 11. Slook ist schockiert über diese Mitteilung und über die Drohungen Fannìs und Edoardos. Da kommt Mill und fragt ihn, ob es gute Nachrichten gebe. Slook antwortet, dass alles in bester Ordnung sei. Fannì sei hübsch, im richtigen Alter, habe einnehmende Manieren, eine gute Figur und das gewünschte Temperament. Mill umarmt und küsst ihn nach jeder Antwort. Da ergänzt Slook trocken, dass es nur ein Problem gebe: Er wolle sie nicht. Die Gründe kann er nicht nennen, da er um seine Augen fürchtet. Er werde aber alle Unkosten erstatten. Mill ist damit nicht einverstanden – er hat schließlich alle Bedingungen erfüllt (Duett: „Dite presto, dove sta“). Da Slook nicht einlenkt, fordert Mill ihn zum Duell auf Pistolen oder Säbel. Er habe eine Stunde Zeit, um sich vorzubereiten und sein Testament zu machen. Slook beschließt, sofort abzureisen.
Szene 12. Nachdem Slook und Mill gegangen seien, unterhalten sich Clarina, Fannì und Edoardo über den Stand der Dinge. Sie glauben, dass ihre Drohungen Erfolg hatten. Dennoch hat Clarina Mitleid mit Slook. Edoardo geht davon aus, dass er schnell eine andere Braut finden werde. Hoffnungsvoll und leidenschaftlich küsst er die Hand Fannìs.
Szene 13. Durch die offene Tür erblickt Slook das Paar. Er tritt lächelnd ein und bittet um ein Gespräch. Es sei offensichtlich, dass er nicht in Amerika ist, denn ein Amerikaner hätte nie das Leben eines Gastes bedroht. Er versteht nun, mit was für einer Hypothek Fannì belastet ist, will aber wissen, warum sie ihm überhaupt den Wechsel gegeben habe. Fannì erklärt, dass ihr Vater sie dazu gezwungen habe. Slook findet das abscheulich. Als er erfährt, dass sie Mill nur wegen Edoardos Armut noch nichts von ihrem Verhältnis erzählt haben, zeigt er sich großmütig. Ihm gefällt der junge Mann, und er will die beiden glücklich sehen. Er überträgt Edoardo den Wechsel und verspricht, ihn als Erben einzusetzen. Das Paar ist überwältigt vor Freude (Arie Fannì: „Vorrei spiegarvi il giubilo“). Sie verlassen den Raum.
Szene 14. Slook ist zufrieden mit seiner guten Tat. Auch er geht.
Szene 15. Mill kommt in den Raum, gefolgt von einem Diener, der zwei Pistolen und zwei Säbel trägt. Der Diener legt die Waffen auf den Tisch und geht hinaus. Mill ist so wütend auf Slook, dass er ihn gleich mit dem ersten Hieb töten will. Nach kurzen Bedenken, weil ja auch die Möglichkeit besteht, dass er selbst getötet wird, spielt er in Gedanken den Ablauf durch. Er will sich wie ein Rodomonte hinstellen, mit den Augen rollen und böse blicken, bis er seinen Gegner schließlich mit dem Degen durchsticht. Unterdessen kommt Slook Pfeife rauchend herein und nimmt unbemerkt eine der Pistolen. Lachend erklärt er, wieder auferstanden zu sein und ihm zu Diensten zu stehen. Es kommt zu einem kurzen Wortgefecht (Quartett „Porterò così il cappello“).
Szene 16. Bevor Mill und Slook nach draußen gehen, um das Duell auszutragen, erscheinen Fannì und Clarina. Es gelingt ihnen nicht, Mill zu besänftigen. Während sich dessen Zorn steigert, amüsiert sich Slook immer mehr.
Letzte Szene. Auch Edoardo und Norton kommen hinzu (Sextett: „Vi prego un momento“). Edoardo zeigt Mill den Wechsel. Der will sich von seinem Zorn nicht abbringen lassen und ihn sofort auszahlen, aber Norton erklärt, dass nicht genug Geld in der Kasse sei. Mill tobt. Schließlich meldet sich Slook zu Wort. Er erklärt, dass sich Mill im Irrtum befinde. Seine Tochter sei ein bereits belastetes Kapital. Er habe aber dennoch einen Käufer gefunden, ihm den Wechsel übertragen und das Kapital abgetreten. Dieses werde in spätestens einem Jahr Zinsen in Form eines Enkelkinds einbringen. Weil Edoardo und Fannì ihm gestanden haben, dass sie sich lieben, habe er diesen als Erben eingesetzt. Nach kurzem Überlegen erklärt sich Mill einverstanden. Alle freuen sich über das glückliche Ende.

## Gestaltung

### Libretto
Das Libretto der Oper stammt von Gaetano Rossi. Es basiert auf einer gleichnamigen Komödie in fünf Akten von Camillo Federici, die 1790 in Venedig erschienen war und in der Tradition der späten Komödien Carlo Goldonis sowie der Commedia dell’arte steht. Dieser Text diente drei Jahre vor Rossis Bearbeitung bereits einmal als Vorlage für ein Libretto. Dieses stammte von Giuseppe Checcherini und wurde 1807 von Carlo Coccia vertont. Checcherini verzichtete in seinem Libretto auf die kritischen Untertöne des Originals und legte den Schwerpunkt auf Wortspiele. Rossi kannte den Text höchstwahrscheinlich, nutzte für seinen Text aber vorwiegend das Original. Sein Werk ist nicht nur komisch, sondern enthält auch sentimentale und moralisierende Elemente – eine zeitgenössische Vorliebe, die schließlich zur Ausbildung des eigenen Typus der Opera semiseria führte. Von Federici übernahm Rossi auch den Wortwitz mit seinen Anspielungen auf die Kaufmannssprache: So ist die Braut mit einer Hypothek belastet, und Slook überlässt Edoardo nicht seine Braut, sondern überträgt ihm den Wechsel.

### Instrumentation
Die Orchesterbesetzung der Oper enthält die folgenden Instrumente:
- Holzbläser: Flöte, zwei Oboen, zwei Klarinetten, Fagott
- Blechbläser: zwei Hörner
- Streicher
- Basso continuo

### Musik
Die Musik dieser frühen Oper enthält bereits die wesentlichen Merkmale von Rossinis Sprache. Für die Ouvertüre verwendete er eine bereits ein Jahr zuvor für das Konservatorium von Bologna geschriebene Sinfonia in Es-Dur. Schon hier griff er also – wie auch in vielen späteren Werken – auf ältere eigene Kompositionen zurück. Motive aus La cambiale di matrimonio verwendete er später auch in anderen Werken wie Il barbiere di Siviglia oder L’inganno felice.
Wie auch die anderen vier Farse Rossinis enthält La cambiale di matrimonio neun Musiknummern:
- Sinfonia
- Nr. 1. Introduktion (Norton, Clarina, Mill): „Non c’è il vecchio sussurrone“ (Szene 1)
  - Cavatina buffa (Mill): „Chi mai trova il dritto, il fondo“ (Szene 2)
  - Terzett (Clarina, Norton, Mill): „Ma riflettete… considerate“ (Szene 2)
- Nr. 2. Duett (Edoardo, Fannì): „Tornami a dir che m’ami“ (Szene 3)
- Nr. 3. Cavatine (Slook): „Grazie… grazie… Caro amico!“ (Szene 6)
- Nr. 4. Duett (Slook, Fannì): „Darei per sì bel fondo“ (Szene 7)
  - Terzett (Slook, Fannì, Edoardo): „Quell’amabile visino“ (Szene 8)
- Nr. 5. Arie (Clarina): „Anch’io son giovane“ (Szene 9)
- Nr. 6. Duett (Mill, Slook): „Dite presto, dove sta“ (Szene 11)
- Nr. 7. Rezitativ und Arie (Fannì): „Vorrei spiegarvi il giubilo“ (Szene 13)
- Nr. 8. Finale:
  - Quartett (Mill, Slook, Clarina, Fannì) „Porterò così il cappello“ (Szene 15)
  - Sextett (Mill, Slook, Clarina, Fannì, Edoardo, Norton): „Vi prego un momento“ (Szene 17)

Die Introduktion ist dreiteilig und besteht aus einem Duett, einem Arioso (Cavatine, Mill) und einem Terzett. Die vierte Nummer, das „Concertato“, ist als Mittelpunkt der Oper ein größeres Ensemblestück, das beinahe als Finale eines ersten Aktes gelten könnte. Es besteht hier aus einem zum Terzett erweiterten Duett, zu dem die folgende Arie der Clarina einen Gegenpol bildet.

## Werkgeschichte
La cambiale di matrimonio ist die erste der fünf einaktigen „farse“, die Rossini zwischen 1810 und 1813 für das Teatro San Moisè in Venedig komponierte. Die anderen sind L’inganno felice, La scala di seta, L’occasione fa il ladro und Il signor Bruschino.
Rossini schrieb sie im Alter von achtzehn Jahren. Es ist seine erste Oper, die aufgeführt wurde. Bereits zuvor hatte er bereits die Opera seria Demetrio e Polibio komponiert, die aber erst 1812 in Rom aufgeführt wurde. Einer Äußerung Rossinis gegenüber Ferdinand Hiller zufolge verdankte er den Auftrag zu La cambiale di matrimonio dem Marchese Francesco Cavalli, den er im Alter von dreizehn Jahren in Senegallia kennen gelernt hatte. Aber auch die mit ihm befreundete Sopranistin Rosa Morandi, die damals am Teatro San Moisè angestellt war, und deren Mann Giovanni unterstützten ihn, als dort 1810 der Auftrag für die Oper vergeben wurde. Die Uraufführung fand am 3. November statt und war ein großer Erfolg. Als weiteres Werk wurde an diesem Abend die „farsa giocosa“ Non precipitare i giudizi, ossia La vera gratitudine von Giuseppe Farinelli gegeben. Außer Rosa Morandi als Fannì sangen in La cambiale di matrimonio der Bass Luigi Rafanelli (Mill), der Tenor Tommaso Ricci (Edoardo), der Bass Nicola De Grecis (Slook), der Bass Domenico Remolini (Norton) und die Mezzosopranistin Clementina Lanari (Clarina). Es wurden insgesamt dreizehn Aufführungen gegeben. 1816 kam es zu einer weiteren Aufführung in Barcelona. 1910 kam es zu einer Wiederaufführung der Oper im Teatro La Fenice in Venedig unter der Leitung von Mezio Agostini.

## Aufnahmen
- 1954 (gekürzt): Giuseppe Morelli (Dirigent), Orchestra de la Società del Quartetto Roma. Giorgio Onesti (Mill), Angelica Tuccari (Fannì), Giuseppe Gentile (Edoardo), Nestore Catalani (Slook), Tito Dolciotti (Norton), Maria Grazia Ciferi (Clarina). Nixa PLP 583 (1 LP), Period SPL 583 (1 LP).[6]:15665
- 1960: Renato Fasano (Dirigent), I Virtuosi di Roma. Rolando Panerai (Mill), Renata Scotto (Fannì), Nicola Monti (Edoardo), Renato Capecchi (Slook), Mario Petri (Norton), Giovanna Fioroni (Clarina). IOR CD: LO 7738, Orizzonte Ricor LP: AOCL 216009 (2 LP).[6]:15666
- 1971 (live, konzertant aus Mailand): Vittorio Gui (Dirigent), Orchestra Sinfonica della RAI di Milano. Gianni Socci (Mill), Carla Chiara Grimaldi (Fannì), Ennio Buoso (Edoardo), Enrico Fissore (Slook), Giorgio Gatti (Norton), Elvira Spica (Clarina). Memories HR 4506 (1 CD).[6]:15667
- Mai 1989 (Video, Rezitative gekürzt, live aus Schwetzingen). Michael Hampe (Inszenierung), Gianluigi Gelmetti (Dirigent), Symphonie-Orchester des SWR Stuttgart. John del Carlo (Mill), Janice Hall (Fannì), David Kuebler (Edoardo), Alberto Rinaldi (Slook), Carlos Feller (Norton), Amelia Felle (Clarina). Teldec VI: 9031 71479 3, Teldec CV: 9031 71479 6, EuroArts 2054968 (1 DVD).[6]:15668
- 1990: Marcello Viotti (Dirigent), English Chamber Orchestra. Bruno Praticò (Mill), Alessandra Rossi (Fannì), Maurizio Comencini (Edoardo), Bruno de Simone (Slook), Francesco Facini (Norton), Valeria Baiano (Clarina). Claves CD: 50-9101, Brilliant Classics 92399 (8 CD).[6]:15669
- 1991 (live aus Pesaro): Donato Renzetti (Dirigent), Orchestra Sinfonica Nazionale della RAI Torino. Enzo Dara (Mill), Soeun Jeun (Fannì), Luca Canonici (Edoardo), Roberto Frontali (Slook), Stefano Rinaldi-Miliani (Norton), Marilena Laurenza (Clarina). Fonit Cetra CD: RF CD 2011.[6]:15670
- 1991: Hervé Niquet (Dirigent), Le Concert Spirituel. Michel Trempont (Mill), Eleanor Oldham (Fannì), Jean-Paul Fouchécourt (Edoardo), Peter Harvey (Slook), Till Fechner (Norton), Miriam Ruggeri (Clarina). Adda CD: 581 290, Accord CD: 243022.[6]:15671
- 1995 (Video, live aus Pesaro): Luigi Squarzina (Inszenierung), Yves Abel (Dirigent), ORT-Orchestra della Toscana. Bruno Praticò (Mill), Eva Mei (Fannì), Bruce Fowler (Edoardo), Roberto Frontali (Slook), Stefano Rinaldi-Miliani (Norton), Alessandra Palomba (Clarina).[6]:15672
- 8. August 2006 (Audio/Video, live aus Pesaro): Luigi Squarzina (Inszenierung), Umberto Benedetti Michelangeli (Dirigent), Orchestra Haydn di Bolzano e Trento. Paolo Bordogna (Mill), Désirée Rancatore (Fannì), Saimir Pirgu (Edoardo), Fabio Maria Capitanucci (Slook), Enrico Maria Marabelli (Norton), Maria Gortsevskaya (Clarina). Dynamic CDS 529 (1 CD), Premiere Opera 2446-2 (2 CD), Naxos 2110228 (DVD).[6]:15673
- Juli 2006 (Video, live aus Bad Wildbad): Christopher Franklin (Dirigent), Württembergische Philharmonie Reutlingen. Vito Priante (Mill), Julia Samsonova (Fannì), Daniele Zanfardino (Edoardo), Giulio Mastrototaro (Slook), Tolasz Wija (Norton), Francesca Russo Ermolli (Clarina).[6]:15674